# Шандор Іштван Дьйордьович
І́штван Дьйо́рдьович Ша́ндор (угор. Sándor István, нар. 19 серпня1944, Угорщина) — колишній радянський футболіст угорського походження, а згодом — футбольний тренер. Грав на позиції півзахисника. Дворазовий чемпіон УРСР (1967, 1982) та бронзовий призер першості республіки (1970) з футболу. За видатні досягнення йому присвоєно почесне звання Майстер спорту СРСР.

## Клубна кар'єра
Футбол він почав грати в юнацькі роки ще у рідному Закарпатті. У 1966 році його запросили до команди майстрів «Полісся» (Житомир), яка наступного року вже під назвою «Автомобіліст» з його участю виборола перше місце в першості УРСР серед команд своєї зони класу «Б», виграла стикові фінальні ігри та вийшла до 2 групи класу «А» чемпіонату СРСР з футболу 1968. У 1970 році він на короткий час потрапив до сумського «Спартака» — срібного призера чемпіонату УРСР з футболу 1969 серед команд класу «Б», але ще в тому році повернувся до «Автомобіліста». Однак через рік він все ж потрапив в Суми, де вже в тоді перейменованому на «Фрунзенець» колективу майстрів після успішних трьох сезонів завершив свою активну футбольну кар'єру.

## Кар'єра тренера
Після завершення професіональної кар'єри футболіста його призначили тренером «Говерли» (Ужгород), яка тоді виступала у другій лізі чемпіонату СРСР з футболу (197?—1978). Згодом він став асистентом теж друголігової команди «Спартак» (Івано-Франківськ) (1979—1980), а у 1981 році — головним тренером цієї команди, назва якої тоді була «Прикарпаття» і вона виступала вже у першій лізі. Немала заслуга його в тому, що цей колектив майстрів в тому році у зональному етапі кубкового турніру СРСР здобув почесне четверте місце після таких відомих команд, як «Динамо» (Київ), «Кайрат» (Алма-Ата) та «Карпати» (Львів). У наступному сезоні його запросили до чернівецької «Буковини», яка тоді виборола звання чемпіона УРСР з футболу серед команд другої ліги (1982). У 1984 — 1987 роках він знову керував ужгородським колективом майстрів, назва якого в той час була «Закарпаття», а наприкінці восьмидесятих його призначили головним тренером «Зірки» (Кіровоград) (1988—1989).

### Командні трофеї
- Чемпіон України з футболу (2): 1967, 1982
- Бронзовий призер першості республіки (1): 1970

### Індивідуальні досягнення
- Майстер спорту СРСР